# Teatro Jovellanos
El Teatro Jovellanos es un teatro de la ciudad de Gijón, Principado de Asturias (España), situado en el paseo de Begoña. Originalmente se levantaba en la cercana calle Jovellanos, en el emplazamiento actualmente ocupado por la biblioteca pública de la ciudad hasta ser destruido durante los combates que tuvieron lugar en la revolución de 1934.

## Historia

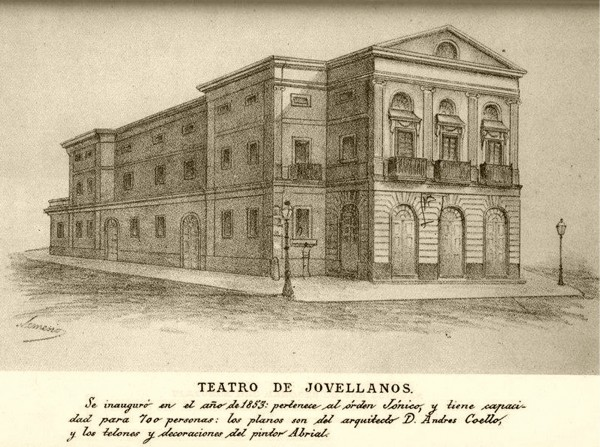
Representación del primer teatro Jovellanos en el año 1884.

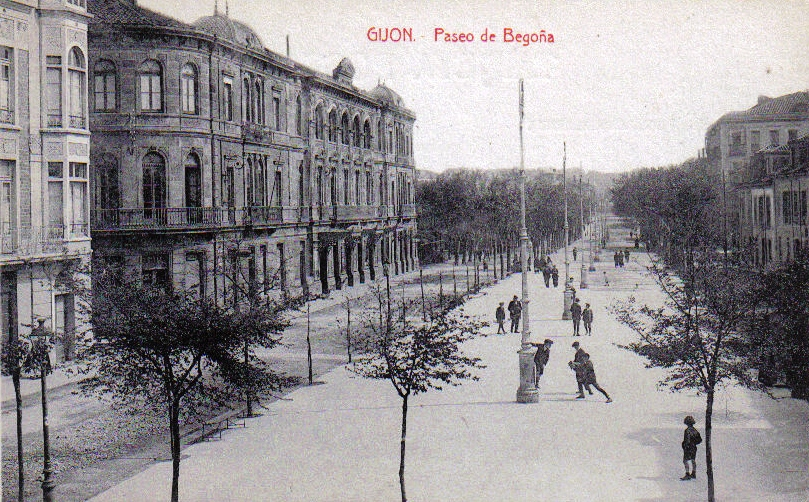
Manzana de edificios del teatro Dindurra (1899), ubicación actual del teatro Jovellanos. Paseo de Begoña, 1910.

El primer teatro Jovellanos se encontraba en el espacio que hoy ocupa la Biblioteca municipal, y fue inaugurado en 1853. Fue derribado en 1934. Paralelamente, en julio de 1899 se inaugura el teatro Dindurra en el emplazamiento del actual teatro Jovellanos, (cuyo café, sigue en activo adosado al teatro) por el apellido de su fundador, Manuel Sánchez Dindurra. Este se empezó a construir debido a la demanda de una villa en evolución y siguiendo los trazados oportunos del arquitecto Mariano Marín Magallón. Marín también diseñaría los dos edificios anexos, creando toda la manzana. En esta primera época son habituales las zarzuelas, operetas, orquestas sinfónicas, variedades y mascaradas, además de teatro.
Durante la Guerra civil fue incautado por el Control de Espectáculos Públicos de la República, y en él se representaron actos políticos y obras teatrales y espectáculos afines a la causa republicana hasta ser reducido a escombros en 1937 durante un bombardeo. El teatro fue reconstruido entre 1938 y 1942, inaugurándose como Teatro Jovellanos. Tras varias décadas en funcionamiento, fue rehabilitado en 1995, y en 2010 sufrió una nueva restauración con cambios en el patio de butacas y en la caja escénica. En la actualidad es uno de los coliseos públicos nacionales con mejores infraestructuras y que ofrece más programación durante los doce meses del año.[cita requerida] Es sede habitual de numerosos espectáculos, además de una de las sedes de los Premios Princesa de Asturias y lugar de la ceremonia del Festival de Cine de Gijón.

## Datos generales
- Café Dindurra, antiguo café del actual Teatro JovellanosAforo: 1123 localidades[3]

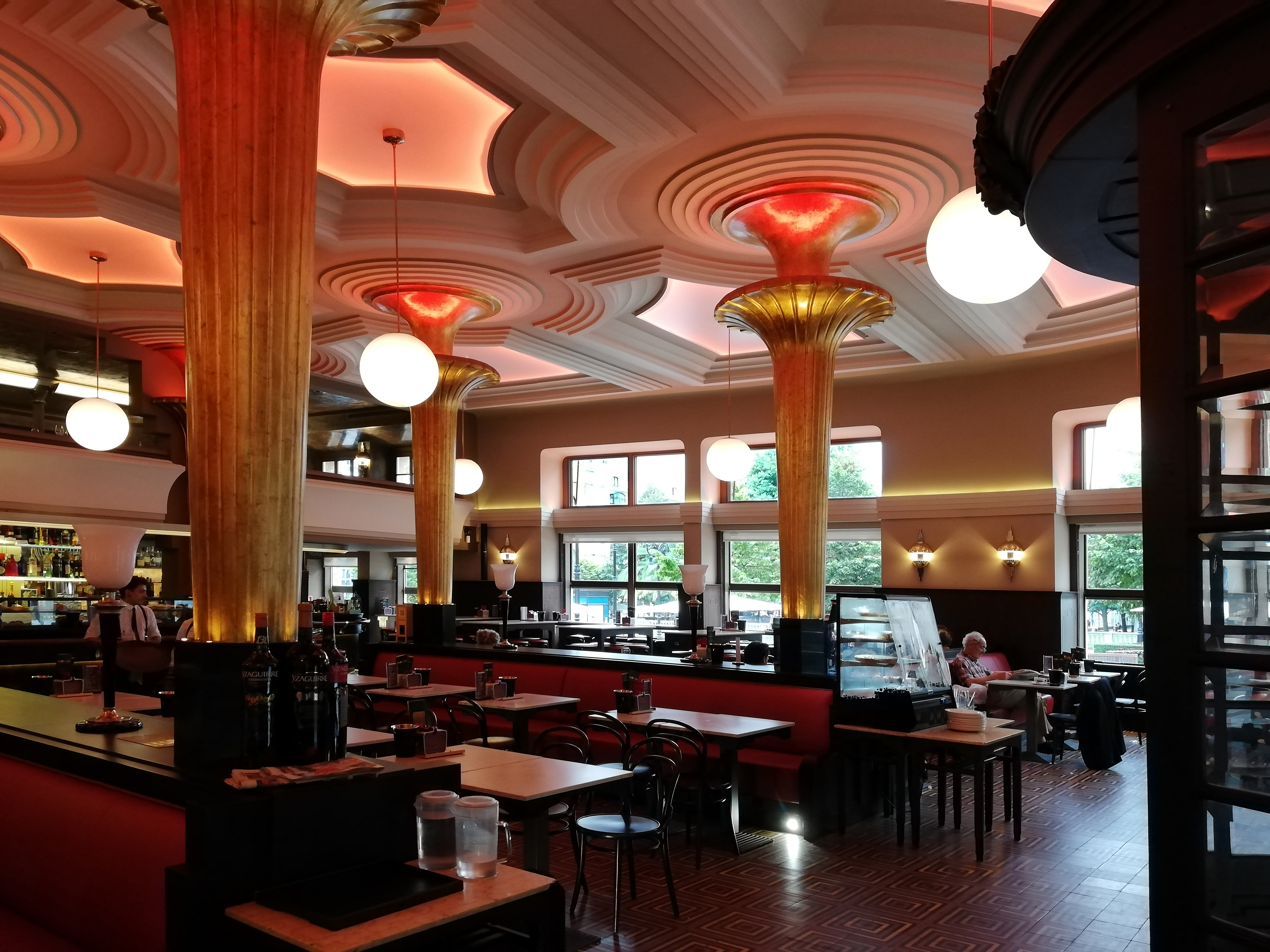
Café Dindurra, antiguo café del actual Teatro Jovellanos

- Patio de butacas: 476 localidades
- Delantera de entresuelo: 30 localidades
- Entresuelo: 370 localidades
- General: 242 localidades
- Palcos: No se utilizan
- Localidades para sillas de ruedas: 5 localidades